# Trish Adlesic
Trish Adlesic (* 20. Jahrhundert in Pittsburgh) ist eine US-amerikanische Filmproduzentin und Regisseurin, mit dem Schwerpunkt Dokumentationen.

## Leben
Adlesic wuchs in Pittsburgh auf. Ihr Vater hat slowenische Wurzeln, ihre Mutter irische. Adlesic war seit Beginn der 1990er Jahre als Location Coordinator und Location Manager für Film und Fernsehen tätig, darunter von 1999 bis 2014 für Law & Order: Special Victims Unit. 2010 gab sie mit Gasland ihr Debüt als Produzentin und wurde bei der Oscarverleihung 2011 gemeinsam mit Josh Fox für den Oscar in der Kategorie Bester Dokumentarfilm nominiert. Zudem wurden sie für den Emmy nominiert. 2013 war sie auch an der Fortsetzung Gasland Part II beteiligt. 2017 gab sie mit der Dokumentation I Am Evidence ihr Regiedebüt. 2019 gewann sie für diesen Film mit dem übrigen Produktionsteam einen News & Documentary Emmy Award. Beim Hamptons International Film Festival wurde sie mit Victor Rabinowitz and Joanne Grant Award for Social Justice ausgezeichnet. 2021 wurde die von ihr inszenierte Dokumentation A Tree of Life beim Doc NYC uraufgeführt. Der Film porträtiert Überlebende, Opfer und andere Angehörige des Attentats in der Tree-of-Life-Synagoge in Pittsburgh 2018.
Die Kurzdokumentation Das ABC des Buchverbots (2023), an der sie als Regisseurin beteiligt war, wurde für die Oscarverleihung 2024 als bester Dokumentar-Kurzfilm nominiert.